# Thyrgis lacryma
Thyrgis lacryma là một loài bướm đêm thuộc phân họ Arctiinae, họ Erebidae.